# Lusignan (hrad)
Château de Lusignan je hrad ve Francii. Dnes jsou z něj jen zříceniny, ale v dřívějších dobách býval jedním z největších châteaux-forts (hradů) ve Francii. Býval sídlem šlechtického rodu Lusignan, který zažil svůj největší společenský i politický význam po první křížové výpravě, a který panoval ve třech křižáckých královstvích, Království jeruzalémském, Kyperském království a království Malá Arménie.

## Historie
Lusignan byl vybudován na strategicky významném místě v Poitou: na úzkém ostrohu nad příkrými svahy údolí. Jeho poloha byla tak působivá, že ve 12. století vznikla legenda, podle které založila hrad bytost s kouzelnou mocí - víla Meluzína, která jej postavila i s kostelem jako dar pro svého manžela Raymondina.
Lusignan v celé své velikosti, ve své podobě z počátku 15. století, je zobrazen v Přebohatých hodinkách vévody z Berry Jana z Berry, pro kterého byl hrad oblíbeným sídlem až do jeho smrti roku 1416. Představuje pozadí miniatury pro měsíc březen (viz obrázek), namalován v perspektivě, se svým barbakánem vlevo, hodinovou věží a věží Poitevine vpravo, nad kterou je zobrazen letící zlatý drak, který může symbolizovat strážného ducha Marca Lacombeho, ale spíše jde o Meluzínu, která v dračí podobě s nářkem opouští své panství.
Po smrti vévody z Berry se Lusignan stal krátce majetkem Jeana de France (zemřel v květnu 1417) a pak připadl jeho bratrovi Karlovi, budoucímu králi Karlovi VII. Nejprve vesnice, pak město Lusignan vyrostlo za branami hradu podél svahu; ten utvářel další opevnění města. Lusignan zůstal strategicky důležitým místem v Poitu, v srdci Francie: během francouzských náboženských válek, kolem roku 1574, byl vytvořen plán na obranu hradu - je uložen v Národní knihovně Francie v Paříži. V následujícím století byl Lusignan opevněn moderním způsobem vojenským architektem Ludvíka XIV. Vaubanem. Pro svou polohu byl užíván jako vězení. Později byl sídlem školy.
Než byl hrad v 19. století zbourán (hrabětem de Blossac pro uvolnění místa na zábavní park) , byl dlouho používán jako místní lom na kámen.

## Současnost
Dnes z hradu zbyla rozsáhlá část základů, které byly zbudovány v příkrém svahu, část donjonu, základy věže Poitevine, nádrže a sklepy a zbytky podzemní chodby, která pravděpodobně vedla ke kostelu.